# Kathedrale König Ludwigs des Heiligen (Haifa)
Die Kathedrale König Ludwigs des Heiligen (arabisch كَاتِدْرَائِيَّة ٱلْقِدِّيس لُوِيس ٱلْمَلِك, DMG Kātidrāʾiyyat alQiddīs Luwīs alMalik, hebräisch קָתֶדְרָלַת לוּאִי הַקָּדוֹשׁ הַמֶּלֶךְ Qatedralat Lūʾī haQadōsch haMelech, französisch Cathédrale Saint-Louis-le-Roi d’Haïfa) ist eine syrisch-maronitische Kirche im Range einer Kathedrale in Haifa, Israel. Seit Errichtung der Erzeparchie Haifa und Heiliges Land am 8. Juni 1996 ist sie Bischofskirche.
Die Erzeparchie, deren Diözesangebiet ganz Israel umfasst, ist eine kirchliche Jurisdiktion mit gut 10.500 Getauften, die als Maroniten nach den katholischen Melkiten, den orthodoxen Melkiten und den Lateinern die viertgrößte Gruppe unter christlichen Israelis und Teil des Katholizismus im Lande bilden, der insgesamt unter ihnen mit all seinen Kirchen eigenen Rechts die große Mehrheit stellt.

## Lage
Die Kathedrale liegt im Stadtteil HaʿIr haTachtit (הָעִיר הַתַּחְתִּית) zwischen dem Rechōv haMarōnīṭīm (רְחוֹב הַמָּרוֹנִיטִים ‚Maronitenstraße‘), wo sie das Grundstück Nr. 8/10 einnimmt, und der Sackgasse Simṭat Rūbīn / סִמְטַת רוּבִּין, dort mit der Nr. 5/7. Beide Straßen münden auf die im Norden kreuzende innerörtliche Hauptstraße Sderot haPalJam just um die Ecke von der Kikkar Paris (כִּכָּר פַּרִיז, bis 1954 כִּכָּר חָמְרָה Kikkar Chamrah, englisch Hamra Square, ساحة الخمرة, DMG Sāḥat alḪamra), bis 1948 Zentrum des Christenviertels extra muros westlich vor der einstigen Stadtmauer.
Intra muros steht die Karmelitenkirche Elias des Propheten am nicht mehr erhaltenen Westtor, um die herum das alte Christenviertel bestand.:1 Nah an Hauptstraßen, Bahnhöfen und Hafen von Haifa gelegen ist HaʿIr haTachtit das alte Kerngebiet und Geschäftszentrum der Stadt Haifa, das im Laufe ihres Wachstums hinauf in die bergige Geographie heute mehrere Zentren aufweist, die verschiedene verdichtet bewohnte Stadtgebiete bedienen.

## Geschichte
Der Beduine Ẓāhir al-ʿUmar Zaydani, aus eigenem politischen, militärischen und pekuniären Vermögen autonomistischer Regionalpotentat, geflissentlich dem osmanischen Fiskus die geforderten Steuern zahlend und offenen Konflikt mit der wenig präsenten Hohen Pforte meidend, hatte Alt-Haifa 1752/1753 eingenommen.:33 Nach Überfällen maltesischer Piraten, erhielt Ẓāhir al-ʿUmar Geld vom Sultan, mit dem er 1753/1754 zum Schutz des Dörfchens Haifas die Reste einer Festung, deren Bau wohl Frankreichs König Ludwig IX. veranlasst hatte, erneuerte.
Ẓāhir al-ʿUmar ließ 1762 Alt-Haifa abreißen und zwei bis drei Kilometer südöstlich im Gebiet der heutigen Unterstadt (הָעִיר הַתַּחְתִּית HaʿĪr haTachtīt) befestigt neu anlegen.:33seqq. Er warb Einwanderer zur Entwicklung der Stadt, wobei er Nichtmuslime nicht diskriminierte, und förderte die Wirtschaft. Maroniten in Haifa, ohne Zahlen zu nennen, erwähnte der Forschungsreisende James Silk Buckingham 1821. Der Seelsorge aller Katholiken am Ort nahmen sich die Karmeliten des Karmels Stella Maris oberhalb Haifas in ihrer Eliaskirche unten in der Stadt an.
Mit dem Einsatz Österreichs, Russlands und des Vereinigten Königreichs, der Hohen Pforte zu helfen, ihr Osmanisches Reich zu erhalten und den ägyptischen Khediven Muhammad Ali Pascha, eigentlich osmanischer Untertan, seinerseits unterstützt von Frankreich und Spanien in seinem Expansionismus (Zweiter Ägyptisch-Osmanischer Krieg) zurückzuschlagen, begannen Reformen im Reiche.
Mit dem Hatt-ı Scherif von 1839, der die Selbstherrlichkeit lokaler osmanischer Beamte durch Zentralisierung wehren wollte, ging Amtsmissbrauch zurück, wenn auch um den Preis verlangsamter Entscheidungsprozesse.:62seq. Im Zuge der Rückdrängung Muhammad Ali Paschas kam es 1840 zu verheerenden Zerstörungen in Akkon, die viele Akkoner forttrieb, manche auch nach Haifa.:64 Vor allem christliche Akkoner, oft Teil wirtschaftlicher Eliten, verzogen in Folge zahlreich nach Haifa.:118 Zwischen 1840 und 1860 entstand westlich vor den Stadtmauern eine erste Vorstadt Haifas, das Christenviertel (arabisch حارة الكنائس, DMG Ḥārat alKanāʾis ‚Viertel der Kirchen‘).:1 und 11 Ältester erhaltener Eintrag der Taufe eines Maroniten in Haifa ist im Taufregister des Karmels Stella Maris für das Jahr 1840 verzeichnet.
Nachdem Frankreich, Vereinigtes Königreich und Sardinien-Piemont das Osmanische Reich im Krimkrieg gegen Russland unterstützt hatten, der mit dem Pariser Frieden (März 1856) endete, hob die Hohe Pforte mit dem Hatt-ı Hümâyûn von November 1856 de jure die Diskriminierungen gegen Dhimmi (Nichtmuslime) auf, was sich, wenn auch langsam, de facto zunehmend bemerkbar machte.:69 Vom Libanongebirge zugewanderte Maroniten bildeten 1844 eine Gemeinde von 14 Seelen, ihre Zahl stieg bis 1855 auf 48, 1865 dann auf 82 und 1877 waren es 139 Parochianen.:70 und 72
Haifa gehörte wie das Libanongebirge zum osmanischen Eyâlet Sidon, das im Zuge der Reformen 1865 im Vilâyet Syrien aufging. Vorrangig Frankreich, das sich schon seit 1535 als selbst ernannte Schutzmacht aller Katholiken im Osmanischen Reich gerierte, engagierte sich konsularisch für sie, protegierte sie bis hin zur Verleihung der Staatsbürgerschaft,:70, 79 und 130 und hob manchen Konflikt zwischen osmanischen Katholiken und Andersgläubigen aufs diplomatische Parkett.:95
Moderne französische Lehranstalten überall im nordafrikanischen und osmanischen Mittelmeerraum, die staatliche, religiöse und karitative französische Akteure betrieben und finanzierten, hoben das Bildungsniveau, sie standen in der Regel Schülern und Studenten aller Bekenntnisse offen, doch vor allem Maroniten nutzten keine anderen mehr, was das Französische unter osmanischen Katholiken zur lingua franca machte.
Im Jahre 1859 konnten katholische Melkiten mit der Liebfrauenkirche ihre erste eigene Kirche in Haifa beginnen,:70 und den Bau bis 1862 fertigstellen. Da die arabische Einwanderung vom Libanon und aus anderen Teilen der Levante den christlichen Anteil an Haifas Bevölkerung bis 1856 schon auf 40 % gehoben hatte,:60 waren eigene Kirchen der verschiedenen katholischen Konfessionen vom Aufwand her möglich und vom Platzbedarf her erforderlich. Vorher nutzten die Katholiken verschiedener Richtungen gemeinsam die Karmelitenkirche Elias des Propheten intra muros am damaligen Westtor der Stadt,:68 die noch aus Zeiten der Anlage Neu-Haifas stammt und 1867 bis zur Unkenntlichkeit erweitert und umgebaut worden war.:70
Im Nachgange des Bürgerkriegs im Libanongebirge 1860 (damals zu Syrien gehörig), bei dem drusische Bergbewohner unter Maroniten ein Blutbad mit über 10.000 Toten angerichtet hatten, brachte die arabisch-christliche Binnenwanderung weitere Maroniten nach Haifa und an andere Orte, wie Jerusalem, wo für überlebende Waisen das Syrische Waisenhaus eingerichtet wurde.
Schließlich vermochten auch Maroniten sich eine eigene Kirche zu bauen. Am 12. Januar 1884 erging der osmanische Ferman, der den Bau genehmigte, am 14. Januar 1884 wurde der Grundstein gelegt. Doch die Arbeiten hatten schon am 11. Dezember 1883 begonnen und verliefen finanziell bedingt in zwei Bauphasen, die erste endete am 24. August 1885, gefolgt von der zweiten von August 1887 bis November 1889, wobei Angehörige der Familie Choury (خوري, DMG Ḫūriyy) Hauptfinanziers waren.:131
Die Bauherren für die Syrisch-Maronitische Gemeinde Haifa waren Ibrahim Naṣrallah Choury (ابراهيم نصرالله خوري) und Effendi Salim Choury (سليم خوري), Dragoman des französischen Konsulats und Exportkaufmann, dessen zweistöckige, eklektische und prächtige Villa Beit Churi (auch אַרְמוֹן ח'וּרִי Armōn Chūrī, englisch Khoury House) von 1908 nur 300 Meter Wegs entfernt am Karmelhang oberhalb der Kathedrale in alten Stadtansichten Haifas hervorsticht. Pietro Bostani (1819–1899, بطرس بستاني, DMG Buṭrus Bustānī), Eparch von Tyros-Sidon, weihte die Kirche am 23. Februar 1890 dem christlichen Heiligen König Ludwig IX. von Frankreich.
Haifa, das seit den 1760er Jahren zunächst stark von Maghrebinern besiedelt worden war,:40 war in den 1870er Jahren dagegen von Bewohnern geprägt, die nicht nur ihre Wurzeln im Libanongebirge hatten, sondern die Stadt war von 1888 bis 1918 zudem politisch Teil des Vilâyets Beirut. Auch religiös gehörten Haifas Maroniten zur Eparchie Tyros-Sidon (ab 1965 Erzeparchie Tyros) mit Sitz im 63 Kilometer nördlich gelegenen Tyros, was Johannes Paul II. erst 1996 ändern sollte. Bei Trennung der Eparchie Tyros-Sidon in zwei Jurisdiktionen, blieb Haifa bei Tyros. Bei seiner Pastoralvisite am 8. Juli 1906 zum Amtsantritt als neuer Eparch von Tyros notierte Choukrallah Choury (شكر الله خوري, DMG Šukrallah Ḫūriyy) für die Paroisse Saint-Louis d’Haïfa 700 Seelen.
Mit dem Bau der Jesreʾeltalbahn bis 1904 und dem Ausbau und Aufleben des Hafenbetriebs mit Bahnanschluss wuchs Haifas Bevölkerung.:117 Muslime zogen verstärkt aus Galiläa und dem Libanon zu, deren viele als Bahn- und Hafenarbeiter ihren Lebensunterhalt fanden, wodurch sie bis 1910 zur größten Religionsgemeinschaft der Stadt avancierten, nicht aber zur Mehrheit.:128 Die zweite bedeutende Gruppe an Zuzügen waren jüdische Araber, vor allem aus dem Maghreb:149 und Gebieten, die nach 1923 an die Türkei fielen.:71
Der osmanische Versuch im Ersten Weltkrieg auf Seiten der Mittelmächte, den Suezkanal zu blockieren, um so die Verbindungen zwischen den Teilen des Britischen Imperiums auf weite Umwege zu zwingen und im Falle eines Sieges die ehemals osmanische Provinz Ägypten dem britischen Einfluss wieder zu entreißen, endete mit der Niederlage und Auflösung des Osmanischen Reiches. Die osmanisch eröffnete Sinaifront trieben siegreiche Vorstöße der Streitkräfte der Triple Entente immer weiter nach Norden, bis sie längst die Palästinafront war, und am 23. September 1918 britisches und indisches Militär Haifa einnahmen.:149 Paris und London teilten die Levante untereinander auf und schufen neue Territorien, wie Mandats-Palästina, in neuen Grenzen, das der Völkerbund 1922 in britische Obhut gab, neben Mandats-Iraq, Mandats-Libanon und Mandats-Syrien.
Haifa war zunächst die bevölkerungsreichste Stadt Mandats-Palästinas und, nachdem Tel Aviv sie 1938 überholte, dann bis 1967 die zweitgrößte in Israel. Im Bürgerkrieg zwischen arabischen und jüdischen Palästinensern ab Dezember 1947 verließen bis Ende April 1948 viele nichtjüdische arabische Haifaner die Stadt, zunächst aus eigener Sorge vor Gewalterfahrungen, zuletzt auf Befehl des arabischen lokalen Nationalkomitees (NC), das am 22. April 1948 einen ausgehandelten Waffenstillstand unter Zusicherung des Schutzes arabischer Zivilisten mit der jüdischen Seite auf höheren Befehl unter Androhung von Repressalien des Arabischen Höheren Komitees ausschlagen musste.
Stattdessen ordnete Haifas NC die Evakuierung nichtjüdischer arabischer Haifaner per Schiff an, jedoch konnte es – ohne Machtmittel seit die arabischen Kämpfer sich am 22. April 1948 ergeben hatten – die zu Evakuierenden nur mit Warnungen beeinflussen, dass nach einer siegreichen arabischen Einnahme Haifas dagebliebene Araber als Kollaborateure einer jüdischen Heimstatt bzw. Verräter der arabischen Sache, eine solche im Heiligen Land zu verhindern, angesehen und entsprechende Behandlung zu gewärtigen haben würden. Während jüdische Araber fast sämtlich blieben, blieben nur etwa 3.000 arabische Nichtjuden,:152 darunter ein Viertel der 4.193 Maroniten (1945) der Stadt.
Nichtjüdische Araber, die geblieben waren, stellte die Regierung Israels nach dessen Unabhängigkeit am 14. Mai 1948 zunächst unter Militäraufsicht mit beschränktem Bewegungsradius. Dazu wies die Regierung arabischen nichtjüdischen Haifanern Wohnsitze im Viertel Wadi Nisnas an, das in der Mandatszeit das Gros der zuziehenden Christen aufgenommen hatte, deren Zahl von 9.000 vor dem Ersten Weltkrieg bis 1930 auf 14.000 anwuchs.:151 Haifas Melkiten gaben Ende der 1940er Jahre die Liebfrauenkirche auf (sie wurde ab 1982 wiederbelebt) und die Prophet-Elija-Kirche wurde Sitz ihres Bischofs (seit 1964 des Erzbischofs) und damit Kathedrale.
Die Schaffung einer eigenen israelischen maronitischen Diözese am 8. Juni 1996 trägt der Tatsache Rechnung, dass Libanons Gesetzgeber jeden Umgang seiner Staatsbürger mit Israelis kriminalisiert, was weite libanesische Kreise sogar unterstützen. Ihre israelischen Gebietsteile trat die Erzeparchie Tyros an die neue israelische Erzeparchie ab. Als Kathedrale einer kleineren christlichen Konfession Israels ziehen Amtshandlungen und reguläre Messen eher wenig außerkirchliche Aufmerksamkeit auf sich.

## Kirchengebäude
Das Gotteshaus ist dem Heiligen König Ludwig IX. von Frankreich (französisch Louis IX) geweiht. Er nahm am Sechsten (ins Ayyubidische Ägypten-Syrien) und Siebten Kreuzzug (nach Tunis) teil. Die mit Frankreich verbundenen Maroniten unterstellten  die Kirche diesem Patrozinium. Da sie das einzige maronitische Gotteshaus in Haifa ist und erst seit 1996 als Kathedrale dient, wird sie auch häufig schlicht als ٱلْكَنِيْسَة ٱلْمَارُونِيَّة / AlKanīssa alMārūniyya (bzw. הַכְּנֵסִיָּה הַמָּרוֹנִית HaKnessijjah haMarōnīt, deutsch ‚die maronitische Kirche‘) bezeichnet.
Baumeister des Gebäudes ist Raǧi alQaschqousch (رَاجِي ٱلْقَشْقُوشْ, DMG Rāǧī al-Qašqūš), ein Melkite aus Haifa. Er gab dem Gebäude seinen urbanen, eklektisch-arabischen Baustil. Die Finanziers Ibrahim Naṣrallah Choury (אִיבְּרָהִים נַצְרְאַללַּהּ ח'וּרִי) und Salim Choury (סָלִים ח'וּרִי) stifteten das Baugrundstück und bezahlten den Bau. Zum Ausgleich der Höhenunterschiede errichtete Qaschqousch einen Sockel als Plattform, die im Süden des Hanggrundstücks auf Bodenhöhe ansetzt und bergab im Nordosten anderthalb Meter Höhe erreicht. Das Kirchengebäude bedeckt nicht die ganze Plattform, so dass sie an der nordöstlichen Seite wie eine Estrade übersteht. Am Abgang von der Estrade steht seit Mitte der 2010er Jahre eine Bronzestatue des Heiligen Scharbel Machluf (شربل مخلوف, DMG Šarbil Maḫlūf).
Verbaut wurden Werksteine an den Außenmauern steinsichtig und im Inneren ursprünglich verputzt, jedoch im Zuge der umfassenden Renovierung, ab 2013 durch den neuen Gemeindepastor Abbuna Yusuf Yaʿqub vorangetrieben und beschleunigt, wurde das Mauerwerk im Inneren von Putz freigelegt; es umhüllt jetzt den Raum in warmen irdenen Tönen von bleich über beige bis rötlich. Die Restauratoren und Bauleute verwandten soweit möglich natürliche Materialien, die die Kirchgänger mit der Natur verbinden, und warme Farben in den neu ausgemalten Bereichen, die ein Gefühl von Geborgenheit und Hyggeligkeit vermitteln. Spender aus der Gemeinde, dem übrigen Israel und dem Ausland finanzierten die Renovierung.
Das Kirchengebäude beeindruckt durch seine weiße Kuppel, die spitz ausgeformt ist und eine Dachlaterne bekrönt. Die Kuppel setzt auf einen kurzen Tambour auf, der aus dem ansonsten ebenen Flachdach der Kathedrale aufragt. Im Südeck der Kathedrale besteht ein Anbau mit Treppenhaus zum Dach. Der Bau ist nicht exakt orientiert, da er sich in seiner Lage an den Grenzen des Grundstücks ausrichtet, das ein entlang der Nord-Süd-Achse in etwa auf zwei Ecken stehendes Quadrat bildet. Die Kathedrale steht auf rechteckigem Grundriss, dessen südöstliche Schmalseite direkt an der Baufluchtlinie des Rechov haMaronitim abschließt, worauf sich die unten fensterlos versiegelte, steinerne Südostfassade erhebt. Inwärts bildet diese die Altarwand. Pietro Bostani, Eparch von Tyros-Sidon, weihte Altar und Tauffünte am Donnerstag Nachmittag des 27. Februar 1890.
Die Kathedralfassaden an Nordost-, Nordwest- und Südwestseite gehen auf den gepflasterten, ummauerten Hof, der an diesen Seiten die Kathedrale umschließt. Geschlossene Höfe sind typisch für Kirchen, die in osmanischer Zeit entstanden, um Kirchgängern einen geschützten Raum vor Betreten und nach Verlassen der Kirche zu bieten, in dem sie vor Verspottung oder Anfeindungen durch Muslime abgeschirmt blieben. Daher verfügt die Kathedrale über keinen direkten Zugang von der Straße, sondern Zutritt besteht nur über den Hof, der durch zwei Tore, eins zum Rechov haMaronitim und das andere zur Simtat Rubin, erschlossen ist. Zudem lag das Kirchengebäude außerhalb der Stadtmauern, wo weniger für die öffentliche Sicherheit Sorge getragen wurde als intra muros.
An der Ostspitze des rechteckigen Kathedralbaus ist ein Turm angebaut mit zweigeschossigem Glockenstuhl. In der südwestlichen Ecke befindet sich ein Neubau, das als Gemeindehaus mit Kindergarten und Jugendtreff dient. Dort treffen sich zwischen 150 und 180 Kinder und Jugendliche, letztere in zwei verschiedenen Gruppen, sowie eine gemeindliche Frauengruppe. An der Nordspitze des Hofs steht das Pastorat, das auch renoviert wurde.
An der Nordwestseite der Kathedrale befindet sich das Hauptportal, dessen Laibung und Rahmung aus Pilastern und Gesims in weißem Stein gehalten sind. In der Lünette über dem Portal findet sich eine Tafel mit arabischer Bauwidmung. Die Nordwestfassade darüber ziert ein bunt verglastes stehendes Vierpassfenster in weißer Laibung, flankiert von weißen Nischen. Unter der Kuppel sind die Längsseiten als Blendbögen angelegt, so dass ohne Gefahr für die Statik Querhäuser angebaut werden könnten. Es befindet sich je ein Lünettenfenster in besagten Blendbögen auf Höhe des Obergadens mit Glasbildern der Verklärung Jesu an der Nordost- und Auferstehung Jesu Christi auf der Südwestseite.
Das Innere der Kathedrale bildet einen rechteckigen Raum, ein Langhaus, ausgerichtet auf den Altar an der Schmalseite im Südosten, gen Jerusalem. Der Raum ist von einem hohen Tonnengewölbe überspannt außer in der Raummitte, wo sich auf dem Tambour die spitze Kuppel erhebt. Tageslicht dringt durch acht runde Fenster im Tambour ins Innere und erhellt den Raum. Das Innere der Kathedrale war im Mai 2017 noch verputzt und weiß gestrichen, bis auf Elemente, die die Konstruktion betonen, in blankem Stein.
Inzwischen, nach Ende der Renovierung, bestimmen roh belassene Mauern mit ihrem Naturstein den Raumeindruck, aus dem das Gemäuer besteht. Allein Kuppelinneres und Pendentifs (Zwickel), die Fresken von Heiligen und Evangelisten und aramäische Inschriften zieren, blieben verputzt. Während die runden Darstellungen der vier Evangelisten auf den Zwickeln erhalten blieben, wurden die Innenseiten von Tambour und Kuppel neu ausgemalt.
Den Altar innen an der südöstlichen Schmalseite ziert ein großes, schlichtes glänzendes Holzkreuz umrahmt von einer Aedicula nach Art griechischer Tempel. Das Kreuz ohne Skulptur Jesu symbolisiert den „Sieg über den Tod und die Nichtbetonung des Leidens“ also, dass er auferstanden ist, sein Platz am Kreuz eben leer zurückbleibt, wie Abbuna Yusuf Yaʿqub erläutert.
Nach der Renovierung ergänzen ein moderner Altartisch und zwei marmorne Behältnisse zu beiden Seiten des Altars, links der Tabernakel für Hostien und rechts davon eine ähnliche Lade zur Aufbewahrung heiliger Öle, den Altarbereich.
Innen am südwestlichen Blendbogen umrahmt eine mit französischen fleurs de lys stuckierten Fläche ein Bildnis des Patrons der Kathedrale, des Heiligen Ludwig IX. von Frankreich. Die Bildunterschrift lautet auf französisch Saint Louis protégez nous ‚Heiliger Ludwig schütze uns‘.
Die Denkmalpflege stuft die Ludwigskathedrale als Baudenkmal der Kategorie א ein, da sie religiös, historisch und architektonisch mit ihrem typischen Baustil des späten 19. und frühen 20. Jahrhunderts ihre Bauepoche repräsentiert. Der Baukomplex ist gemäß konservatorischen Richtlinien und Anweisungen zu erhalten. Trotz monierter nicht ursprünglicher Anbauten und nicht originalgetreuer Ersetzungen schadhafter Elemente (Antennen, Klimaanlagen, lose Kabel, Fensterblenden in Aluminium, Lüftungsrohre) gilt der physische Zustand der Anlage im Mai 2017 als gepflegt.

### Erzbischöfe
- 1996–2011: Paul Nabil El-Sayah
- seit 2012: Moussa El-Hage

## Syrisch-Maronitische Gemeinde Haifa
Die Syrisch-Maronitische Gemeinde Haifa (arabisch رَعِيَّةُ مَار لُوِيس المَارُونِيَّةُ, DMG Raʿiyyat Mār Luwīs alMārūniyya, französisch Paroisse Saint-Louis d’Haïfa) geht auf die Einwanderung von Maroniten aus dem Libanongebirge zurück, die um die Wende des 18. zum 19. Jahrhundert begann. Am 21. Februar 1890 führte Pietro Bostani, Eparch von Tyros-Sidon, Pater Boulos ben Antoun Kassab (بولس بن أنطون قصاب, DMG Būlus bin Anṭūn Qaṣāb) aus Zouk Mikael als ersten Pfarrer der Gemeinde ein.
Maroniten sind ethnisch Aramäer, eine levantinische Minderheit, deren Angehörige unter dem Druck der arabischsprachigen Dominanz, nachdem arabische Muslime bis 636 d.Z. die Levante erobert hatten, im Alltag weitgehend arabisiert sind, sich selbst aber ethnisch nicht als Araber verstehen. Nachdem der Zensus lange Zeit israelische Aramäer als ‹ohne Nationalität› oder als ‹arabischer Nationalität› führte, können sie sich seit 2014 als Aramäer eintragen lassen, womit Israel diese Minderheit als einziger Staat offiziell anerkennt. Ihr liturgisches Idiom ist das Aramäische als Sakralsprache, jedoch sprechen Maroniten ihre Gebete teils auch auf Arabisch, das sie auch im familiären Leben nutzen, während sie sich im Alltag beider israelischer Landessprachen, Arabisch und Hebräisch, bedienen. Israelische Maroniten bemühen sich, das Syro-Aramäische jungen Menschen zu vermitteln.
Maroniten wohnen in Haifa verstreut, mit gewisser Dichte in den Stadtteilen HaʿIr haTachtit (הָעִיר הַתַּחְתִּית) und Hadar haKarmel (הָדָר הַכַּרְמֶל Hadar haKarmel), neben anderen Vierteln. Viele Gemeindeglieder sind Akademiker und üben Berufe wie Anwalt oder Arzt aus, wohl prominentestes Gemeindeglied ist Salim Joubran, ehemals Richter am Oberen Gerichtshof in Jerusalem, aber auch Schauspieler (Norman ʿIssa, * 1967) und Sportler (Eduard Meron, * 1937, olympischer Gewichtheber 1960) finden sich darunter. Sie bilden eine solidarische Gemeinschaft mit starkem Gefühl der Zusammengehörigkeit, an Sonntagen gehen zwischen 300 und 400 Kirchgängern zu den Gottesdiensten, an anderen Feiertagen kommen noch viel mehr Maroniten zusammen, sagt Abbuna Yūsuf Yaʿqūb (يوسف يعقوب), der seit 2013 Seelsorger der Gemeinde ist, bis zu 70 % der Gemeinde. An Karfreitag kommen sehr viele Leute, am Auferstehungstag (Ostersonntag) dagegen etwas weniger.
Nach 1966 kamen Maroniten auch aus Birʿam, die als Zwangsausgesiedelte nicht dahin zurückkehren konnten, aber vor Gericht darum streiten. Andere zogen aus Dschisch zu, um das Landleben zu Gunsten der Großstadt einzutauschen. Die Zahl ihrer Parochianen steigt in den letzten Jahren kontinuierlich, waren es 2002 noch 2.400 Seelen, 2017 schon 3.500, 2019 dann 3.800, erreichte sie 2022 das Niveau von 4.000, womit Maroniten etwa 1,42 % von Haifas Bevölkerung von 282.000 Personen stellen und zu seinen 20.000 christlichen Einwohnern zählen.
Damit hat Haifa nach Nazareth unter Israels Städten in absoluten Zahlen die zweitgrößte christliche Bevölkerungsgruppe. Mit gut 7 % Christen unter allen Haifanern belegt die Stadt nach Prozenten Rang 25 in Israel. Unter den Christen Haifas ist ein Fünftel maronitisch, unter allen christlichen Israelis sind sieben Prozent Maroniten. Von den 20.000 Christen (2021) unter den Einwohnern der Stadt waren 16.100 (80 %) Israelis arabischer oder arabisierter Ethnizität, die einschließlich von Muslimen und Drusen in Haifa insgesamt etwa 31.000 Personen zählten.
Größte maronitische Gemeinde in Israel ist diejenige in Dschisch, wo Maroniten mit 6.000 Seelen die Mehrheit stellen, weitere leben in ʿAkko, ʿIsfiya, Jerusalem (500 Seelen), Schafa ʿAmr und Tel Aviv-Jaffa. Mit dem Zerfall der Südlibanesischen Armee (SLA) ab 2000 erhielten Tausende libanesische Maroniten Asyl in Israel, von denen dauerhaft 2.000 im Lande blieben. Ähnlich den Drusen, die familiäre und historische Bezüge in den Libanon haben, pflegen die Maroniten ihre Beziehungen mit dortigen Glaubensbrüdern. Insbesondere in der seit 2019 grassierenden wirtschaftlichen Notlage des Libanons im Allgemeinen und der Glaubensbrüder dort im Besonderen, sammeln Israelis Geld und Medikamente, um zu helfen.
Da die Libanesische Republik auch humanitäre Hilfe aus Israel verbietet, transportierte Erzbischof Moussa alHage bei seinen monatlichen Reisen solche Hilfsmittel zu bedürftigen Maroniten und Drusen im Libanon, wobei ihn der libanesische Nachrichtendienst al-Amn al-ʿĀm / الامن العام am 18. Juli 2022 am Grenzübergang Ras al-Naqura bei Einreise in den Libanon festhielt, verhörte und die Arzneien sowie die mitgeführte Barschaft über 460.000 US-Dollar an Spenden für Hilfsbedürftige einzog. Das libanesische Gesetz bedroht alHage mit mindestens einem Jahr Freiheitsentzug, falls das Militärgericht die Hilfslieferung als Handel mit einem Feindstaat beurteilen wird. Da der maronitische Patriarch Béchara Pierre Raï wiederholt die Hisbullah und ihren Einfluss im Libanon kritisierte, vermuten manche sie habe das achtstündige Verhör des Erzbischofs veranlasst.
In der Fastenzeit verabreden sich Haifas Christen verschiedener Bekenntnisse zu gemeinsamen Palmsonntagsprozessionen, angeführt von christlichen Pfadfindern, wozu die teilnehmenden Konfessionen sich wahlweise auf den gregorianischen oder julianischen Termin einigen. Die Kathedrale ist dabei einer der Startpunkte der Festumzüge, die sternförmig zusammenlaufen.
Auch zu Weihnachten veranstalten christliche Pfadfinder einen festlichen Umzug mit etwa 700 Teilnehmern durch Haifa, der beispielsweise 2021 an der maronitischen Kathedrale begann. Jedes Jahr in der Adventszeit schmückt die Gemeinde die Kathedrale außen aufwändig mit leuchtender Weihnachtsdekoration.

### Pastoren
- 1890–19??: Boulos ben Antoun Kassab (بولس بن أنطون قصاب, DMG Būlus bin Anṭūn Qaṣāb)
- seit 2013: Yūsuf Yaʿqūb (يوسف يعقوب)